# Tomoderus taipingensis
Tomoderus taipingensis es una especie de coleóptero de la familia Anthicidae.

## Distribución geográfica
Habita en Malasia.